# Nova Zembla (película)
Nova Zembla es una película holandesa de drama histórico de 2011 dirigida por Reinout Oerlemans. Es el primer largometraje holandés en 3D.

## Argumento
La película describe el último viaje de Willem Barentsz y Jacob van Heemskerk, entre 1596 y 1597, cuando ellos y su tripulación intentaron descubrir el Pasaje del Noreste a las Indias. Sin embargo, debido al hielo marino, quedan varados en la isla de Nueva Zembla y tienen que pasar el invierno allí en Het Behouden Huys (El hogar seguro). La historia se cuenta a través de los ojos de Gerrit de Veer, y se basa en un diario que publicó en 1598 después de su regreso a salvo. Gerrit es retratado teniendo una relación con Catharina Plancius, la hija del astrónomo, cartógrafo y reverendo Petrus Plancius, quien fue pionera en el concepto del pasaje del noreste para llegar a las Indias. El efecto Nueva Zembla, descrito por primera vez por De Veer, se muestra en la película, aunque no de forma histórica.

## Reparto
- Robert de Hoog como Gerrit de Veer.
- Derek de Lint como Willem Barentsz.
- Victor Reinier como Jacob van Heemskerk.
- Jan Decleir como Petrus Plancius.
- Doutzen Kroes como Catharina Plancius.[2]
- Semmy Schilt como Claes.

## Producción
La película fue estrenada en el teatro RAI de Ámsterdam.

### Locaciones de filmación
La película fue filmada en Islandia, Bélgica, Canadá y los Países Bajos. Las escenas ambientadas en Ámsterdam fueron filmadas en Brujas. 

### Banda sonora
El tema musical de la película fue remezclado por el DJ y productor holandés Armin van Buuren.

## Crítica
Según Variety, el guion era "demasiado ligero sobre el fondo histórico y el desarrollo del personaje", mientras que la película estaba "saliendo como una representación del Canal de Historia técnicamente competente pero narrativamente poco envolvente". La actuación fue considerada "débil".